# José Luis Capón
José Luis Capón González (Madrid, 1948. február 6. – 2020. március 29.) válogatott spanyol labdarúgó, hátvéd.

## Pályafutása

### Klubcsapatban
A Plus Ultra, majd 1969–70-ben a Reyfra korosztályos csapatában kezdte a labdarúgást. 1970 és 1980 között az Atlético Madrid labdarúgója volt. Az 1971–72-es idényben kölcsönben szerepelt a Burgos csapatában. 1980–81-ben az Elche színeiben vonult vissza az aktív labdarúgástól. Az Atléticóval két bajnoki címet és egy spanyolkupa-győzelmet ért el. Tagja volt az 1973–74-es idényben BEK-döntős csapatnak.

### A válogatottban
1973 és 1977 között 13 alkalommal szerepelt a spanyol válogatottban és egy gólt szerzett.

## Sikerei, díjai
Atlético Madrid
- Spanyol bajnokság
  - bajnok (2): 1972–73, 1976–77
- Spanyol kupa
  - győztes: 1976
- Bajnokcsapatok Európa-kupája (BEK)
  - döntős: 1973–74